# Cristolț
Cristolț – wieś w Rumunii, w okręgu Sălaj, w gminie Cristolț. W 2011 roku liczyła 604 mieszkańców.